# Czernica

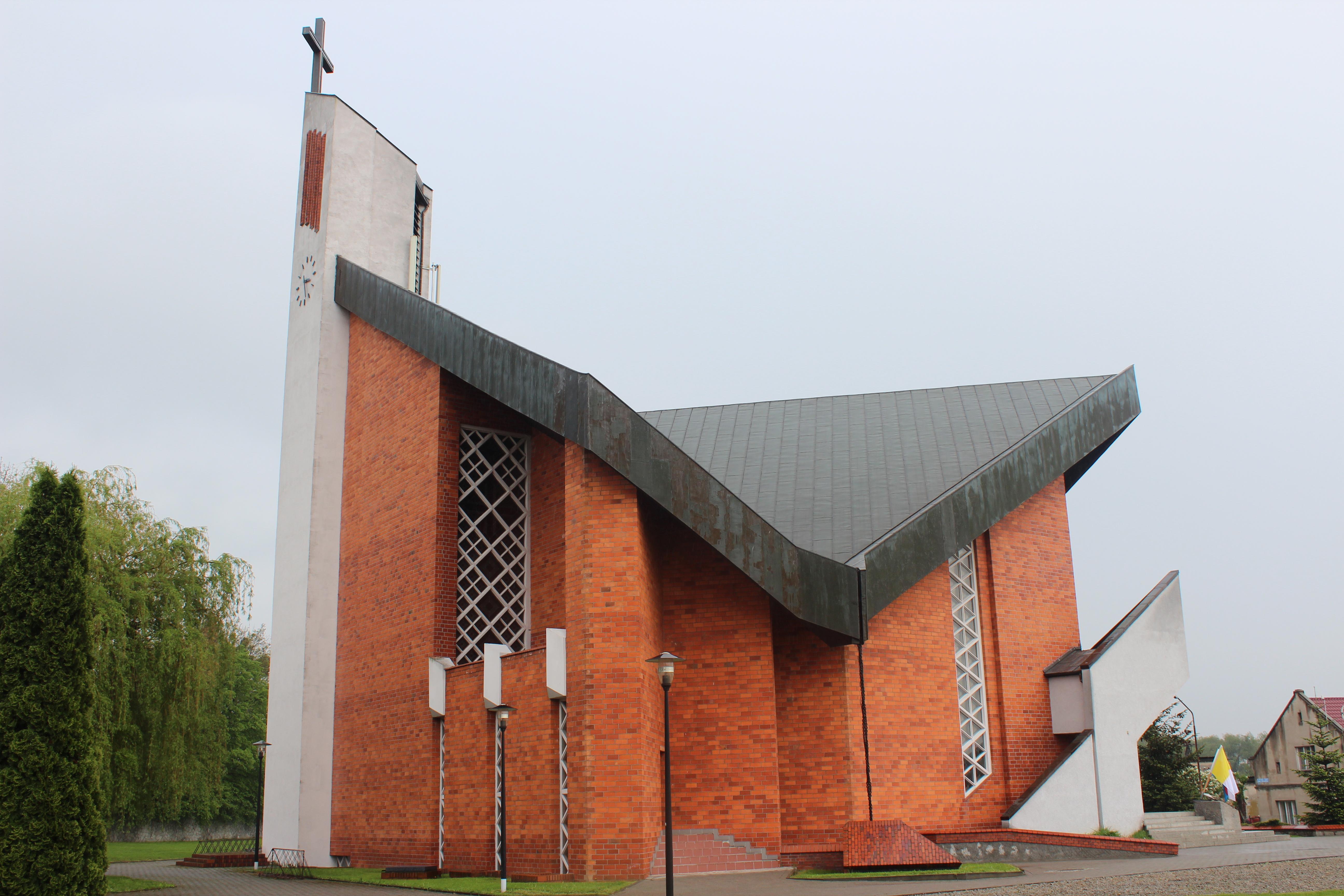
Kirche in Czernica

Czernica (deutsch: Tschirne, auch Tschirnau, 1937–1945 Großbrück) ist ein Ort in der Landgemeinde Czernica mit 17.638 Einwohnern (Stand 31. Dezember 2020) im Powiat Wrocławski der Woiwodschaft Niederschlesien in Polen. Es liegt 16 km südöstlich von Breslau am rechten Ufer der Oder.

## Geschichte
„Cirne“ wurde erstmals 1246 erwähnt. 1265 wird es als Czyrnczicz bezeichnet, 1291 als Cirne und 1331 als Cyrn. 1273 gehörte es dem Breslauer Bischof Thomas II. Um 1360 taucht der deutsche Name Tschirna auf seit 1736 als Tschirnau. Am Ende des achtzehnten Jahrhunderts befand sich das Dorf immer noch im Besitz der Bischöfe von Breslau und hatte rund 500 Einwohner. Seit Anfang des neunzehnten Jahrhunderts war das im Landkreis Breslau gelegene Dorf unter dem Namen Tschirne bekannt. 1909 erhielt Tschirne durch die Eröffnung der Strecke Meleschwitz–Brockau einen Bahnanschluss. 1935 wurde eine neue Eisenbahnbrücke über die Oder gebaut. 1937 wurde der Ort in Großbrück umbenannt.
Als Folge des Zweiten Weltkriegs fiel Tschirne / Großbrück 1945 mit dem größten Teil Schlesiens an Polen. Nachfolgend wurde es Czernica umbenannt. Die deutsche Bevölkerung wurde, soweit sie nicht vorher geflohen war, weitgehend vertrieben. Die neu angesiedelten Bewohner waren teilweise Zwangsumgesiedelte aus Ostpolen, das an die Sowjetunion gefallen war.
Die beiden bei Kriegsende 1945 zerstörten Eisenbahnbrücken wurden 1959 wiederaufgebaut. 1975–1998 gehörte Czernica zur Woiwodschaft Breslau.

## Sehenswürdigkeiten
- Mariensäule von 1708[3]

## Persönlichkeiten
- Helmut Fröhlich (* 1929), deutscher Politiker

## Gemeinde
Zur Landgemeinde Czernica gehören das Dorf selbst und 12 weitere Dörfer mit Schulzenämtern. Die Landgemeinde Czernica hat eine Flächenausdehnung von 84,18 km². 65 % des Gemeindegebiets werden landwirtschaftlich genutzt, 19 % sind mit Wald bedeckt.